# Індекси гірничої галузі
ПОКАЗНИКИ (ІНДЕКСИ) ГІРНИЧОЇ ГАЛУЗІ (рос. показатели (индексы) горной отрасли, англ. mining indices, нім. Kennwerte m pl (Indexe m pl) des Bergbaus) — індекси, що характеризують стан і зміни в гірничій галузі або окремому її секторі в світовому масштабі. 

## Основні індекси
Глобальний індекс гірничої галузі HSBC Global Mining обчислюється розподілом поточних складових загального ринкового капіталу на загальний встановлений ринковий капітал. Індекс і всі критерії його виконання обчислюються в доларах США. Індекси HSBC публікуються в журналі Mining Journal. Базисні дані для обчислення індексу включають 155 компаній із загальним капіталом 315,3 млн доларів США (на 31.12.1999). Індекс розраховується щодня. 
Індекс FTSE Gold Mines є секторальним, індекс Australian All Mining обмежується фірмами, оголошеними на фондовій біржі і т.д.